# João Gabriel
João Gabriel (født 12. februar 1996) er en brasiliansk fodboldspiller, som spiller for den japanske fodboldklub SC Sagamihara.